# Retsina

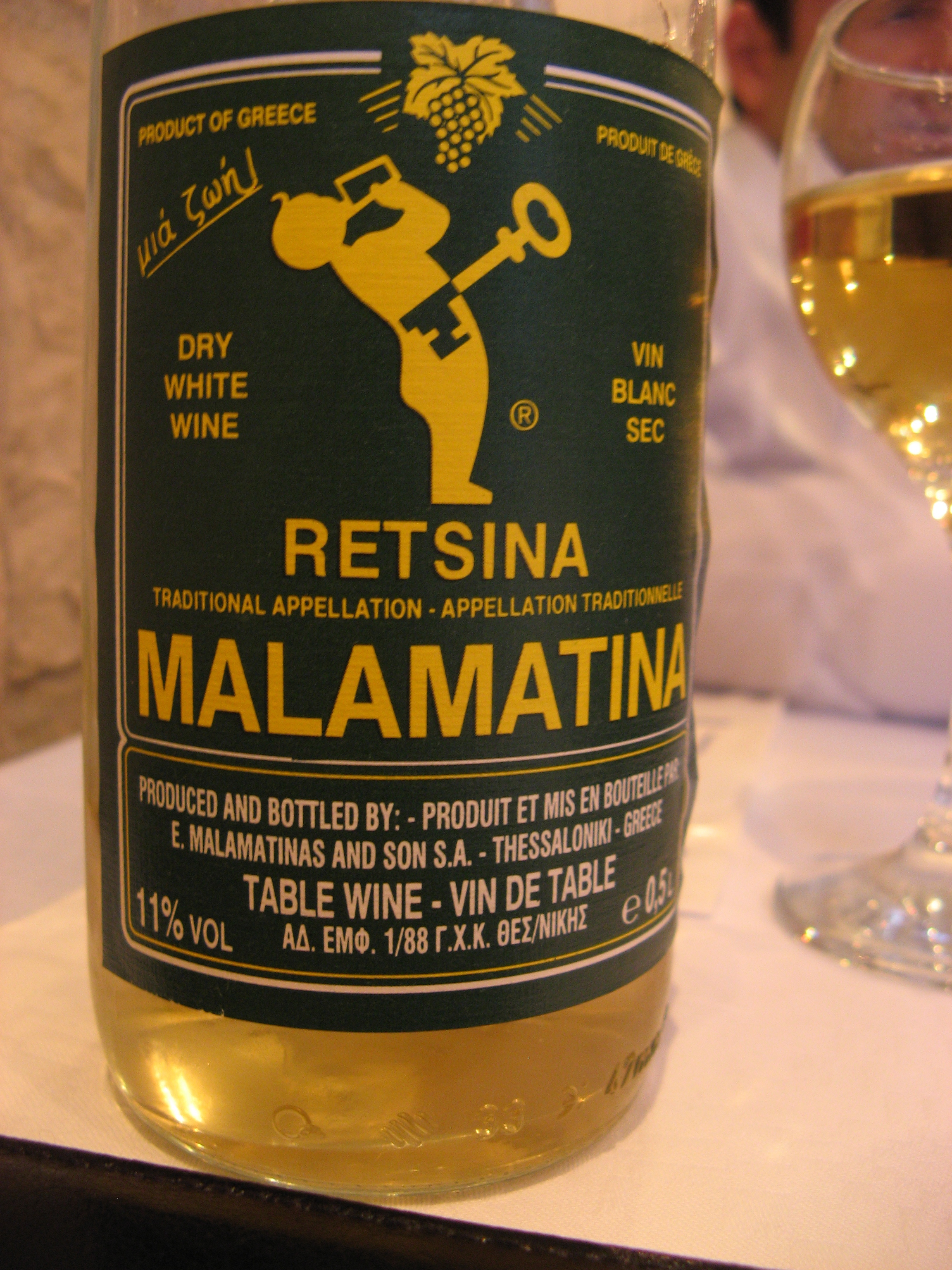

A retsina (retzina, magyarul: gyantás bor) a legismertebb görög bortípus, amely különleges ízét, illatát a készítése elején hozzáadott, majd a bor derítése során kivont fenyőgyantától kapja. A görögök nemzeti italuknak tekintik.

## Története
A gyantázás eleinte a bor tartósítását szolgálta. Tartósító funkciója idővel elhalványult, ma már csak egyedi íze miatt adják a száraz fehérborokhoz.
Az időszámításunk előtti 2. századig a bor tartósításához sót (tengervizet) használtak. Ezt az eljárást a következésképpen írja le Marcus Porcius Cato Maior:
1. A szüret előtt kb. 70 nappal, egy nyugodt napon gyűjts tengervizet a szárazföldtől lehetőleg minél messzebb.
2. Dekantáld (ülepítsd és habozd le) kétszer a tengervizet, hogy eltávolítsd az oda nem illő tengeri üledéket.
3. Szüreteld le a szőlőt, szedd le a bogyókat a fürtről, és tedd ki őket a napfényre száradni.
4. Az összetöppedt szőlőszemeket tedd be egy olyan cserépedénybe, amelyet ötödrészig a korábban gyűjtött tengervízzel töltesz fel.
5. Tartsd a szőlőt és a tengervizet három napig a cserépedényben, néha kevergesd, hogy a szőlő minél jobban magába szívja a sós vizet.
6. Készíts elő eközben egy másik cserépedényben füstölt gyógynövényeket.
7. A három nap leteltével zúzd össze a tengervizes szőlőszemeket, és tedd át őket a gyógynövényes cserépedénybe.
8. 40 napig érleld a szőlőt a gyógynövényeken.
9. A 40. nap végén öntsd át az egészet egy nagy amforába, és édesítsd mustkoncentrátummal. Takard le az amforát.
10. Ezután hagyd a bort 4 évig napfényen érni.[2]

A 2. században a görögök sózás helyett gyantába áztatott vászonnal zárták le amforáikat, hogy a bor ne érintkezhessen a levegővel. Szállítás közben a gyanta egy része a borba csöpögött, fenyőillatot és kellemesen kesernyés, fanyar ízt adva az italnak. 
Ezt a módszert a rómaiak is átvették: az 1. században élt Columella kertészeti és növénytani szakíró különféle, a bornak más-más ízt adó gyantákat ismertet. Az ifjabb Plinius rámutatott, hogy jobb a gyantát korán, mára mustba adagolni. Idővel a változatok sorra kikoptak, és a retzinakészítés szinte kizárólagos adalékanyagává az aleppói fenyő (Pinus halepensis) gyantája vált. A gyanta markáns aromája egyúttal borhibák elfedését is lehetővé tette.
Mivel a Római Birodalom nyugati részén nem volt elég fenyő, más szigetelési módszert kerestek. A Nyugatrómai Birodalomban teljesen áttértek a bor hordós érlelésére, miközben a Keletrómai Birodalomban maradtak az amforáknál és a bor gyantázásánál.
A kelet- és a nyugatmediterrán ízvilág fokozatosan eltávolodott egymástól. Ennek jeleként amikor Liudprand cremonai püspök 949-ben  II. Berengár itáliai király követeként Bizáncba utazott VII. (Bíborbanszületett) Konstantin császárhoz, megsemmisítő kritikát írt fogadóinak étkezési kultúrájáról, egyebek közt a retzináról is.